# 訃報 2008年10月
訃報 2008年10月（ふほう 2008ねん10がつ）では、2008年10月中に物故した、又は物故が報じられた人物についてまとめる。

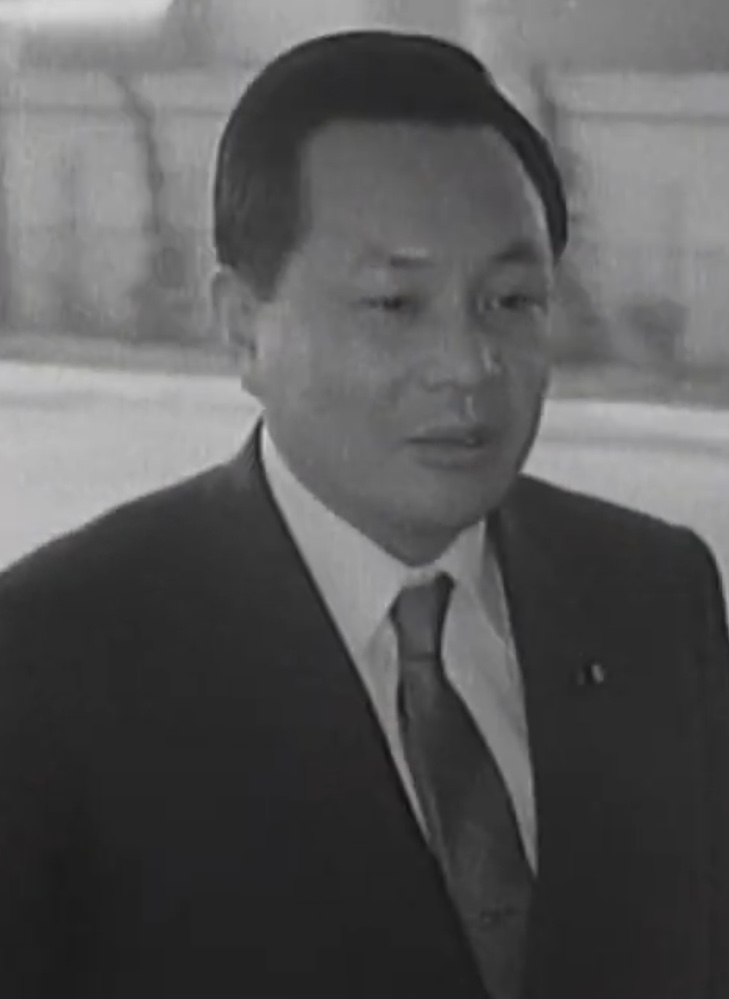
土屋義彦／10月5日没

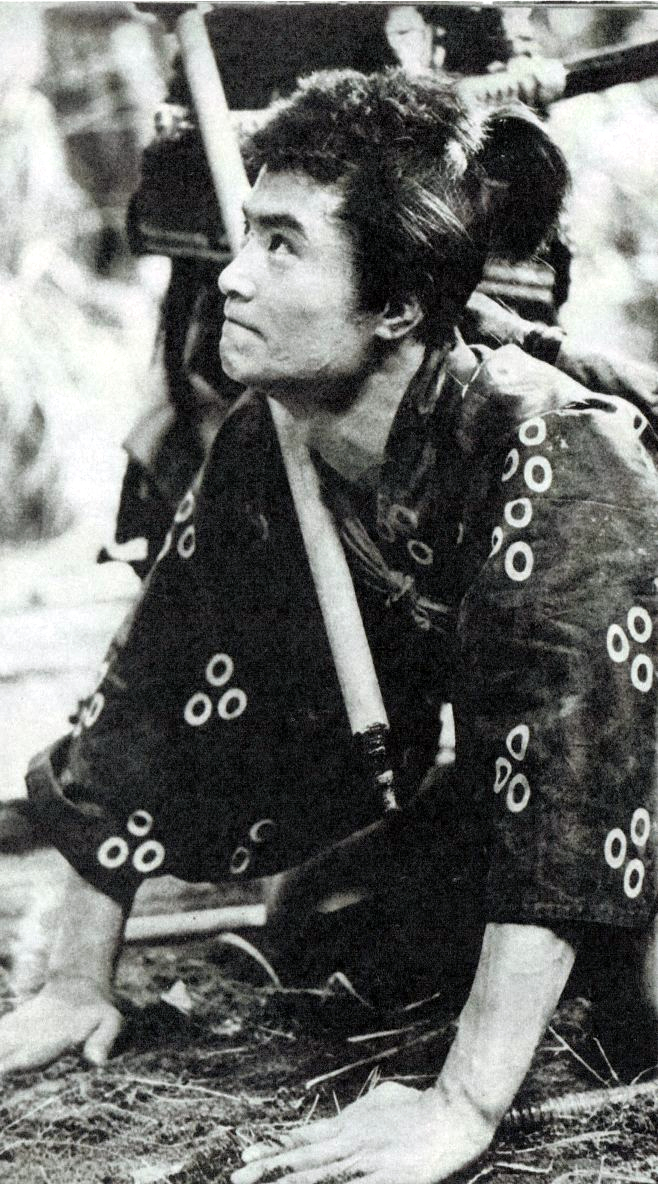
緒形拳／10月5日没

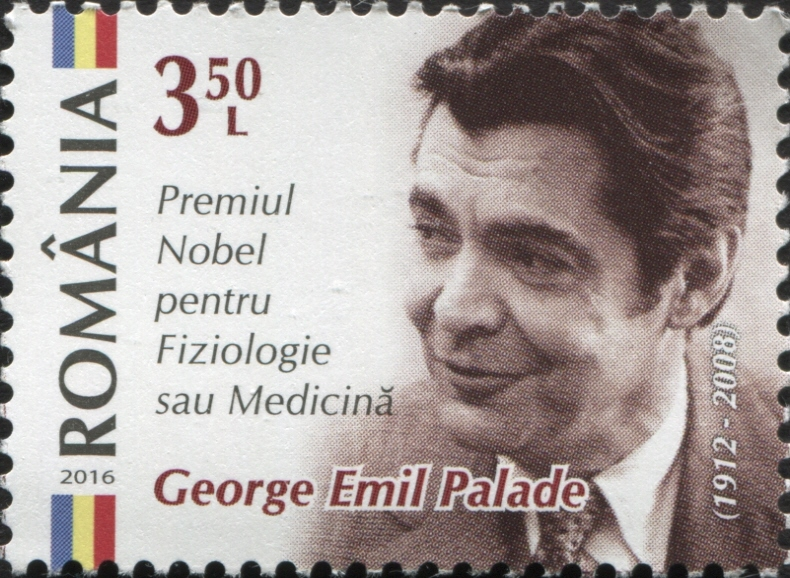
ジョージ・エミール・パラーデ／10月8日没

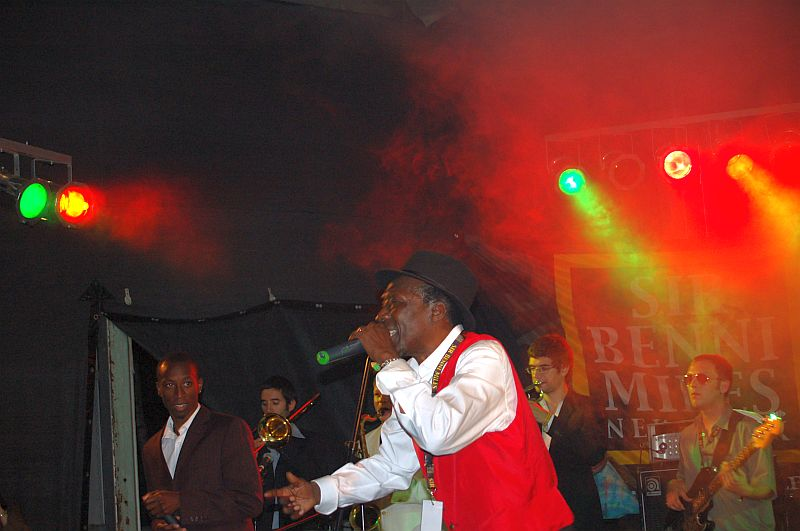
アルトン・エリス／10月10日没

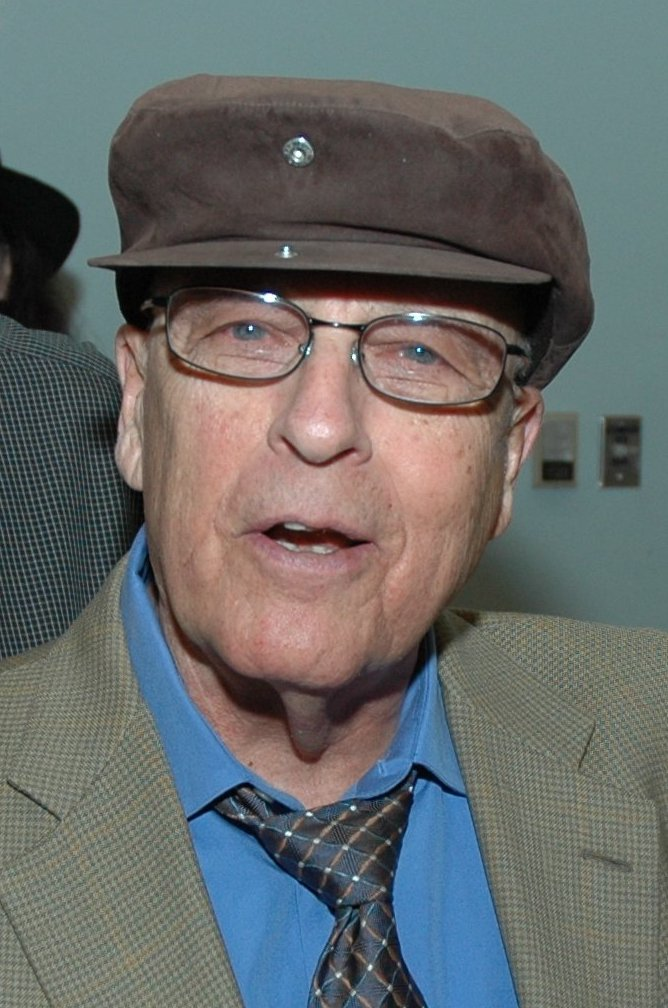
ニール・ヘフティ／10月11日没

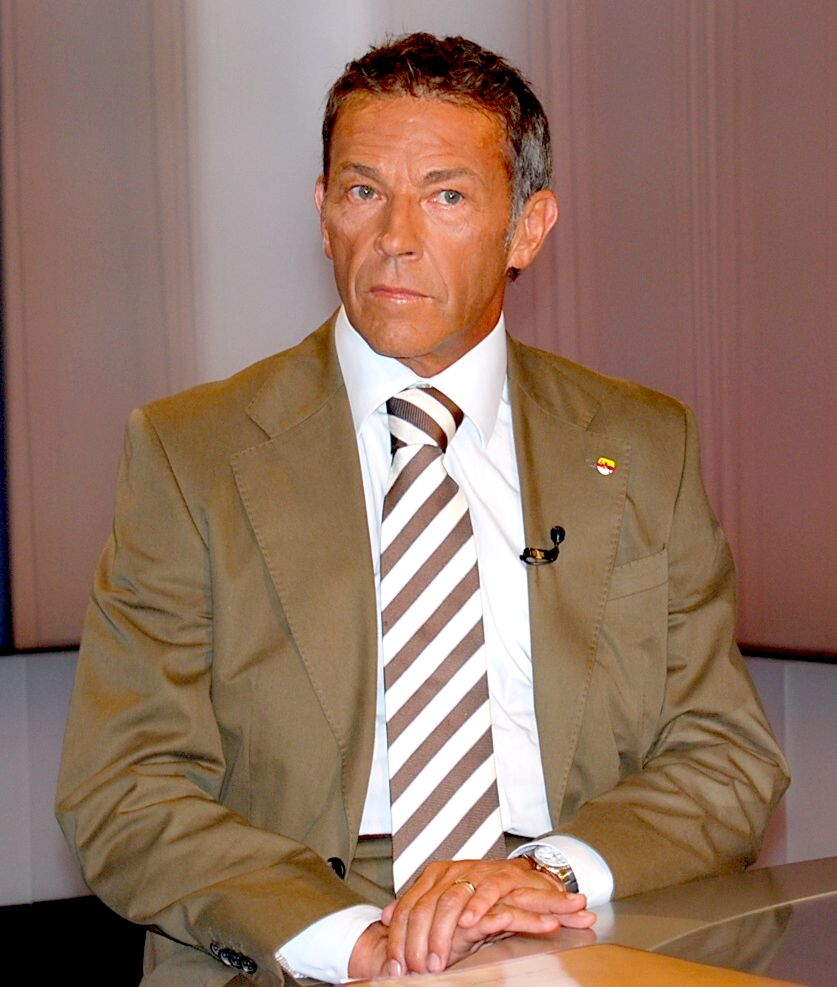
イェルク・ハイダー／10月11日没

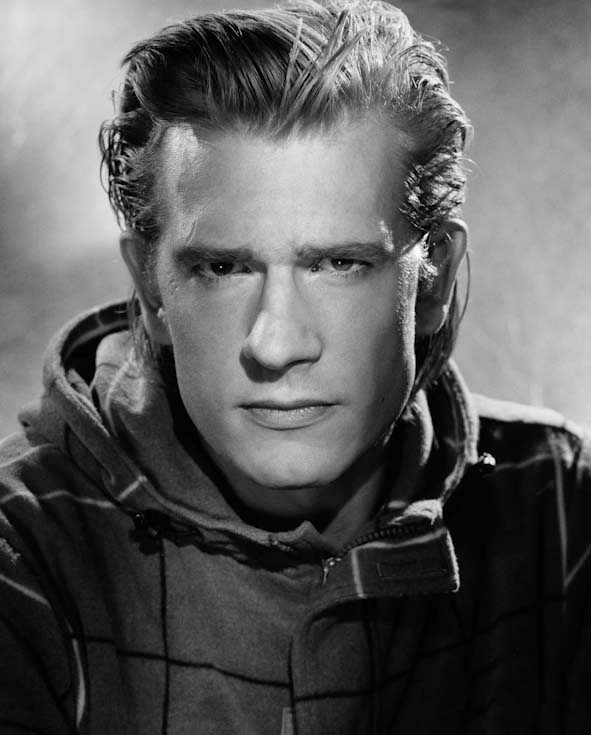
ギョーム・ドパルデュー／10月13日没

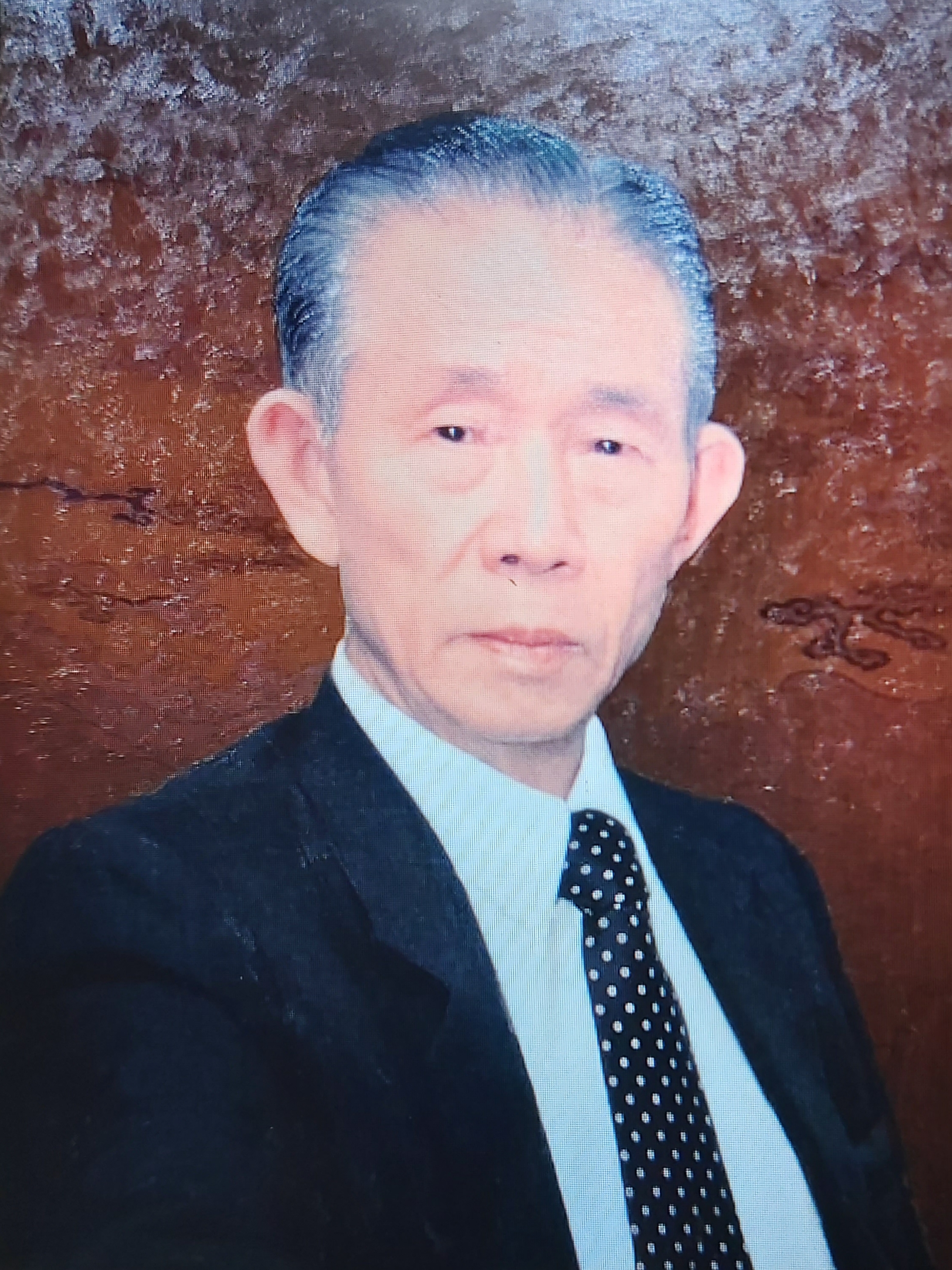
王永慶／10月15日没

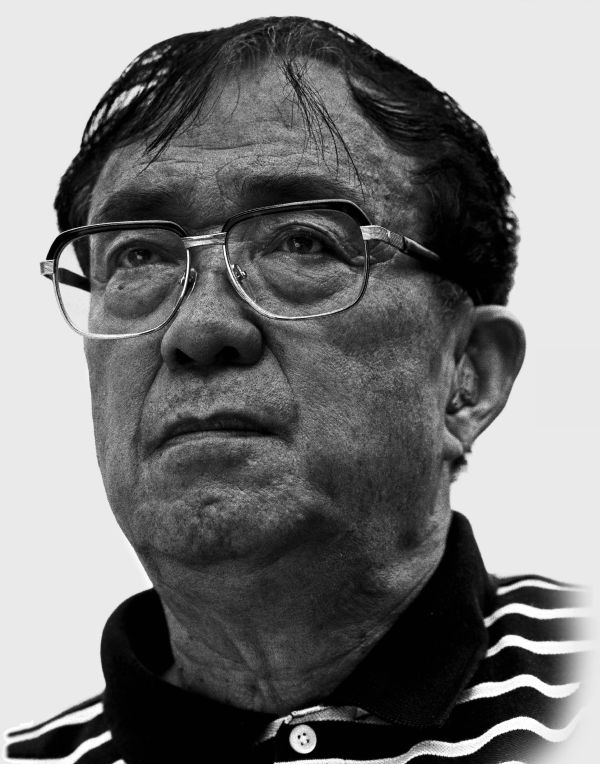
謝晋／10月18日没

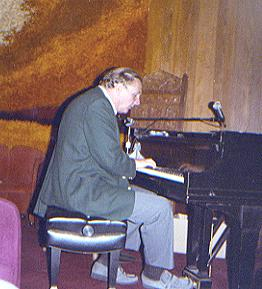
デイブ・マッケンナ／10月18日没

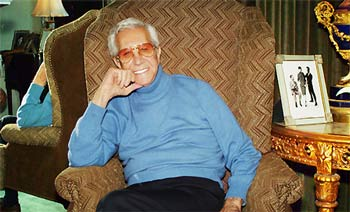
リチャード・ブラックウェル／10月19日没

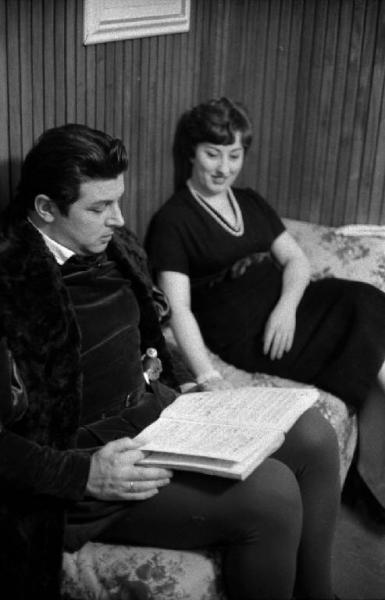
ジャンニ・ライモンディ（左）／10月19日没

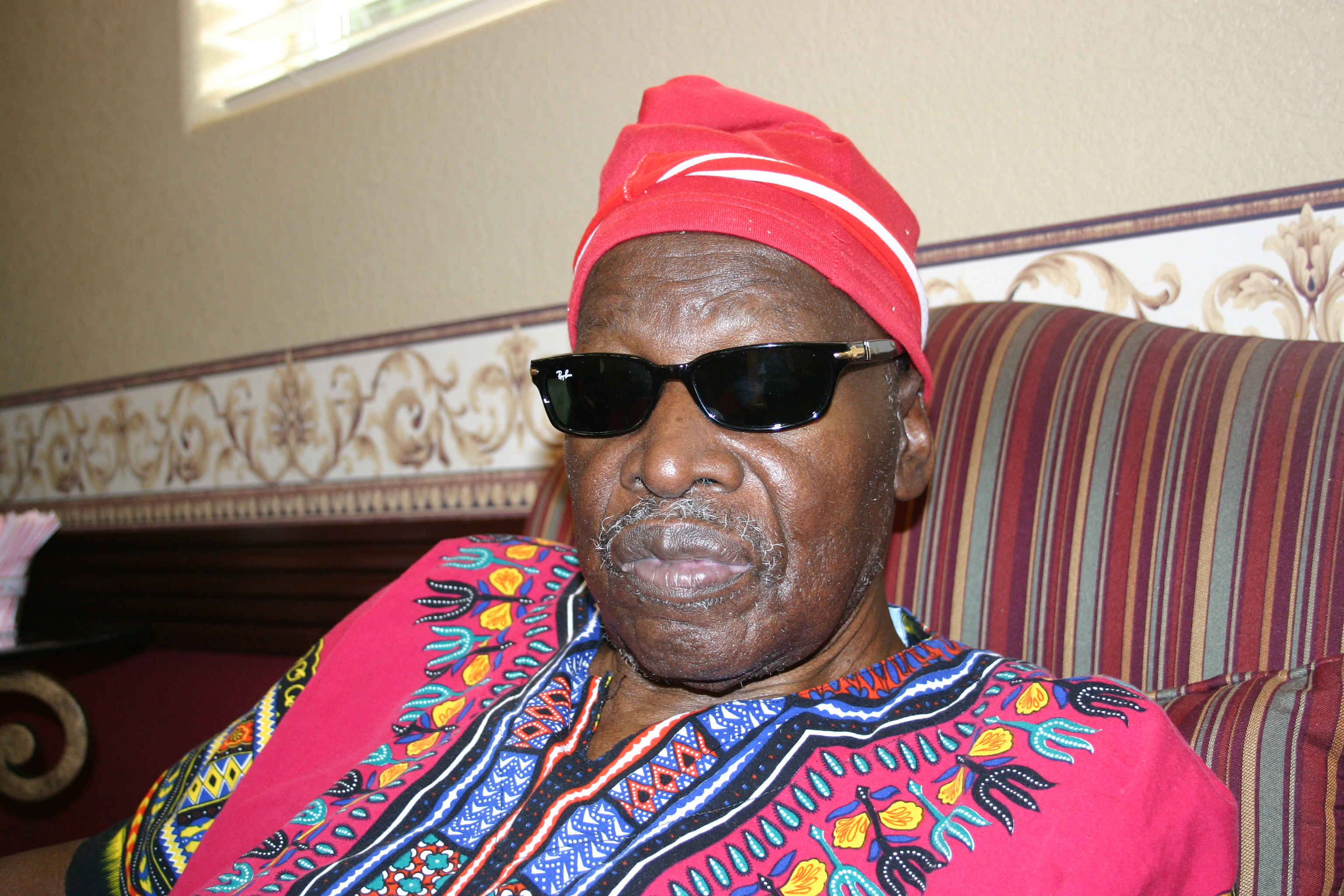
ルディ・レイ・ムーア／10月19日没

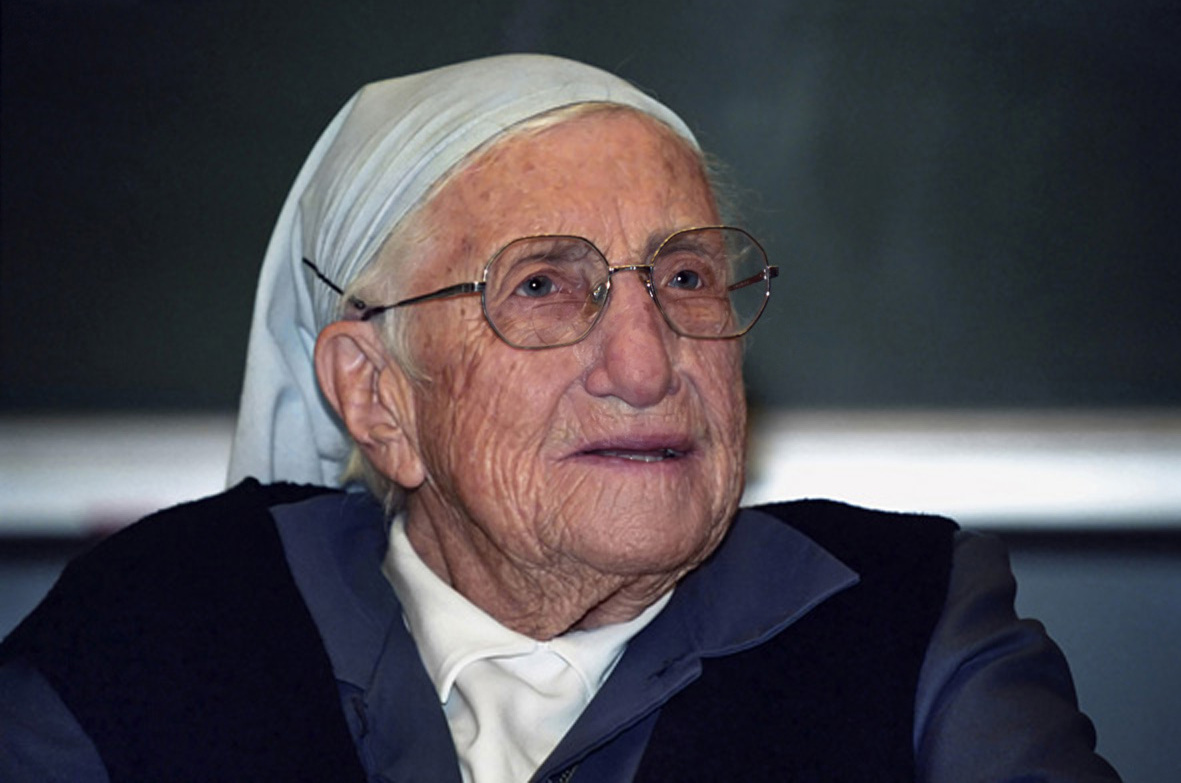
シスター・エマニュエル／10月20日没

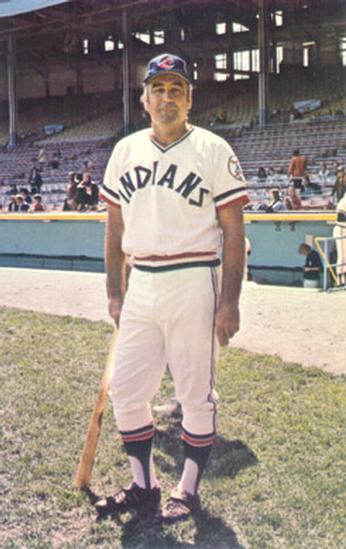
ジョー・ルーツ／10月20日没

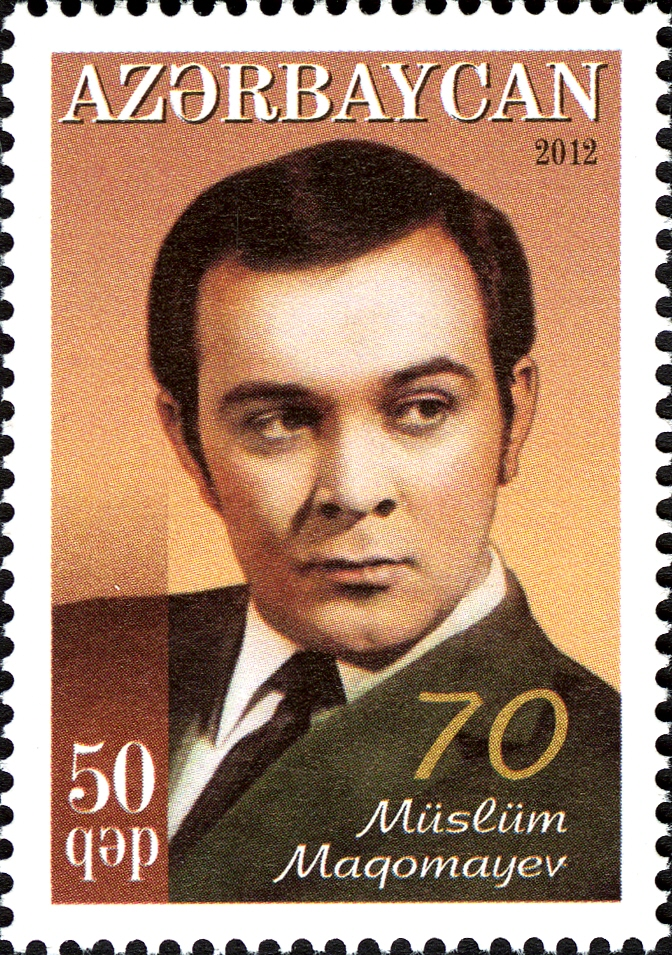
ムスリム・マゴマエフ／10月25日没

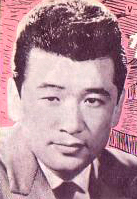
フランク永井／10月27日没

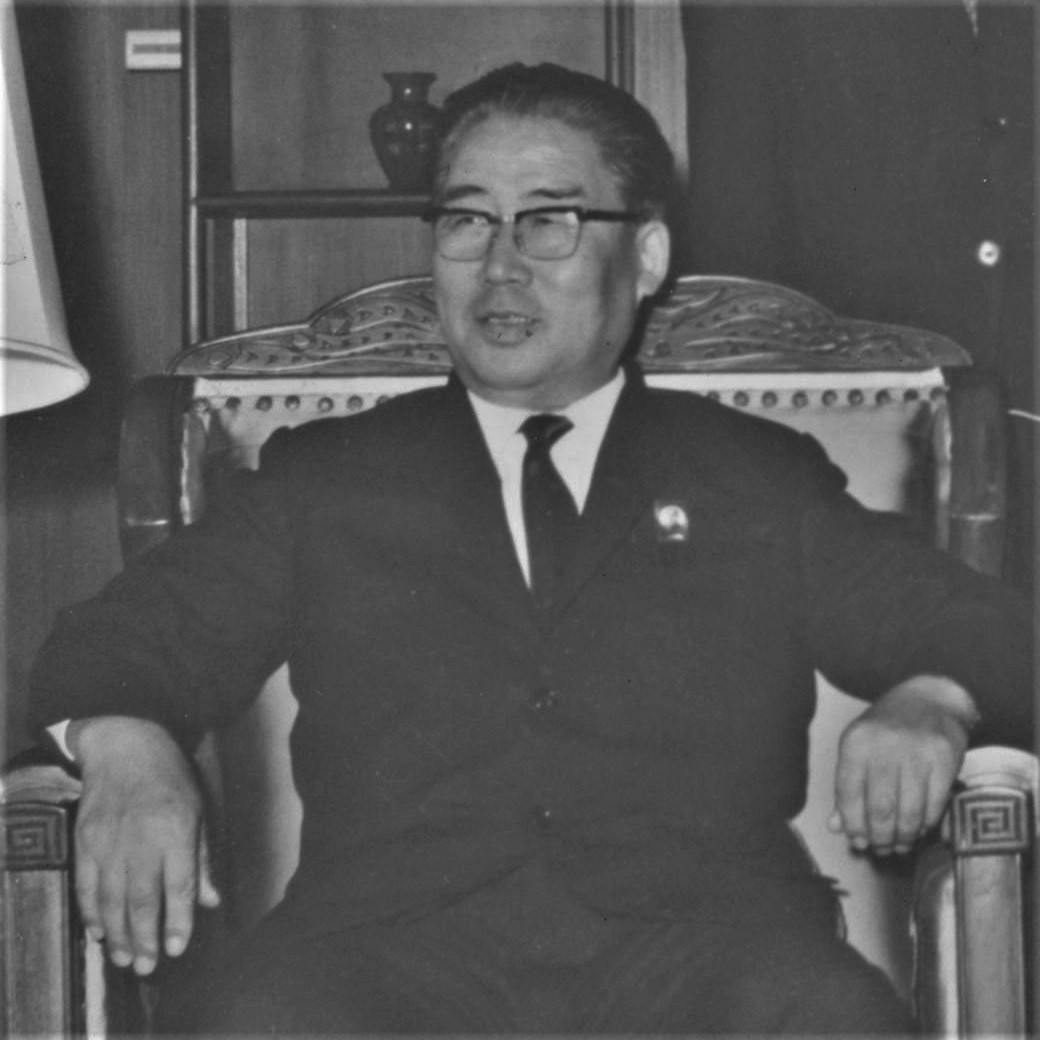
朴成哲／10月28日没

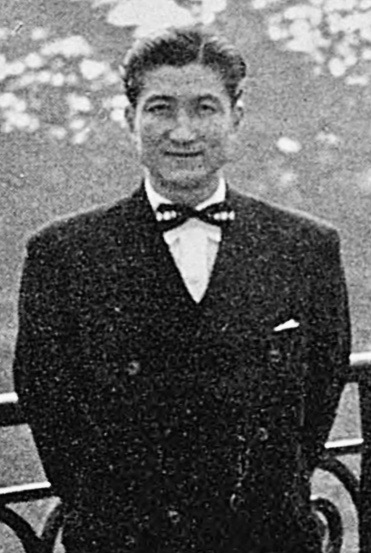
谷口清超／10月28日没

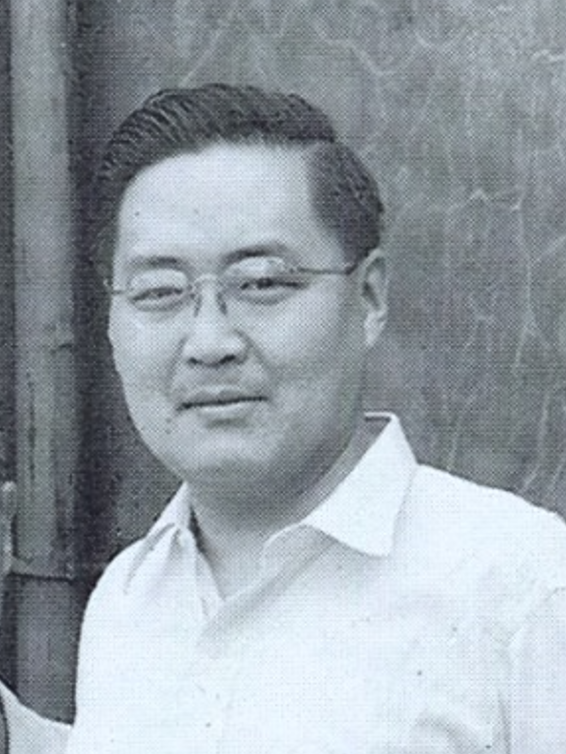
孔徳成／10月28日没

上田耕一郎／10月30日没

## （1日 - 15日）
- 10月1日 - ボリス・エフィーモフ（Boris Yefimov）、ロシア連邦の政治風刺漫画家（* 1900年）
- 10月1日 - ロベール・クーチュリエ（Robert Couturier）、フランスの彫刻家（* 1905年）
- 10月1日 - プーナム・ ヴィスワナサン（Poornam Viswanathan）、インドの俳優（* 1921年?）
- 10月1日 - 小田部泰久、彫刻家（* 1928年）
- 10月1日 - 香椎くに子、声優（* 1929年）
- 10月1日 - ニック・レイノルズ（Nick Reynolds）、アメリカ合衆国のミュージシャン（* 1933年）
- 10月1日 - 灰野昭郎、昭和女子大学大学院教授（* 1942年）
- 10月2日 - ジョージ・フィールズ、オーストラリアの事業家（* 1928年）
- 10月2日 - 崔眞實、大韓民国の映画俳優（* 1968年）
- 10月3日 - ジャン・フォワイエ（Jean Foyer）、フランスの政治家（* 1921年）
- 10月3日 - チャン・チェウォン（장채원）、大韓民国の俳優（* 1983年）
- 10月4日 - 北島メリ、英語学者（* 1899年）
- 10月4日 - アルフレッド・ガロドロ（Alfred Gallodoro）、アメリカ合衆国のジャズミュージシャン（* 1913年）
- 10月4日 - ピーター・ヴァンシッタート（Peter Vansittart）、イギリスの作家（* 1920年）
- 10月4日 - 中島雄一、キユーピー元会長（* 1921年）
- 10月5日 - ハンス・リヒター（Hans Richter）、ドイツの俳優（* 1919年）
- 10月5日 - 土屋義彦、元参議院議長、第54代埼玉県知事（* 1926年）
- 10月5日 - 緒形拳、俳優（* 1937年）
- 10月5日 - 福田和禾子、作曲家（* 1941年）
- 10月6日 - 山下肇、ドイツ文学者（* 1920年）
- 10月6日 - 秋山隆雄、長崎県西彼杵郡大島町元町長（* 1929年）
- 10月6日 - パーヴォ・ハーヴィッコ（Paavo Haavikko）、フィンランドの詩人・劇作家（* 1931年）
- 10月6日 - キム・ジフ（김지후）、大韓民国の俳優・モデル（* 1985年）
- 10月7日 - 多田學、衛生学学者（* 1919年）
- 10月7日 - 原正雄、帝国ホテル元社長（* 1935年）
- 10月7日 - ブルース・ダルカントン（Bruce Dal Canton）、アメリカ合衆国のプロ野球選手（* 1942年）
- 10月8日 - ジョージ・エミール・パラーデ、ルーマニア生まれの細胞生物学者、ノーベル生理学・医学賞受賞者（* 1912年）
- 10月8日 - レス・マクラブ（Les McCrabb）、アメリカ合衆国のプロ野球選手（* 1914年）
- 10月8日 - ピーター・コプレー（Peter Copley）、イギリスの俳優（* 1915年）
- 10月8日 - 山﨑研治、経済学者（* 1917年）
- 10月8日 - アイリーン・ハーリー（Eileen Herlie）、アメリカ合衆国の女優（* 1918年）
- 10月8日 - 小川隆之、写真家（* 1936年）
- 10月8日 - アウン・ナイン、ミャンマー連邦外交官【元在日本特命全権大使、在カンボジア特命全権大使】（* 1947年）
- 10月9日 - 市山幸、日本舞踊家（* 1911年）
- 10月9日 - 西義之、ドイツ文学者（* 1922年）
- 10月9日 - ミラン・キムリッカ（Milan Kymlicka）、チェコ生まれのカナダの作曲家（* 1936年）
- 10月9日 - 鶴間和夫、映画プロデューサー・テレビプロデューサー（* 1942年）
- 10月9日 - ギジェット・ゲイン（Gidget Gein）、アメリカ合衆国のベーシスト（* 1969年）
- 10月10日 - 木暮安太郎、郷土史家 (* 1911年)
- 10月10日 - 佐藤浩、詩人（* 1922年）
- 10月10日 - リーガル秀才、漫才師（* 1926年）
- 10月10日 - アルトン・エリス、ジャマイカの歌手（* 1940年）
- 10月10日 - 三浦和義、実業家・タレント・作家（* 1947年）
- 10月10日 - アレクセイ・プロクロロフ（Alexey Prokurorov）、ロシアのクロスカントリースキー選手（* 1964年）
- 10月11日 - ニール・ヘフティ、アメリカ合衆国のジャズ作曲家（* 1922年）
- 10月11日 - 清原啓一、洋画家（* 1927年）
- 10月11日 - ウィリアム・クラクストン（William Claxton）、アメリカ合衆国の写真家（* 1927年）
- 10月11日 - ヴィヤ・アルトマネ（Vija Artmane）、ラトビアの女優（* 1929年）
- 10月11日 - 初代中村獅童、元歌舞伎役者（* 1929年）
- 10月11日 - 峰岸徹、俳優（* 1943年）
- 10月11日 - イェルク・ハイダー、オーストリアの政治家（* 1950年）
- 10月11日 - ケビン・フォスター（Kevin Foster）、アメリカ合衆国のプロ野球選手（* 1969年）
- 10月12日 - 井上ふみ、随筆家（* 1910年）
- 10月12日 - 速水敏彦、立教学院元院長（* 1927年）
- 10月12日 - クリフ・ノーブルズ（Cliff Nobles）、アメリカ合衆国のポップ・ミュージシャン（* 1944年）
- 10月13日 - 笹尾鮮三郎、日本輸送機元社長（* 1914年）
- 10月13日 - アントニオ・ホセ・ゴンサレス・スマラガ（Antonio José González Zumárraga）、エクアドルの枢機卿（* 1925年）
- 10月13日 - フランソワーズ・セニエ（Françoise Seigner）、フランスの女優（* 1928年）
- 10月13日 - 瀬尾政雄、筑波大学名誉教授（* 1935年）
- 10月13日 - 宮川幸久、英語学者（* 1936年）
- 10月13日 - ガス・チャンバース（Gus Chambers）、イギリスの歌手（* 1956年）
- 10月13日 - ギョーム・ドパルデュー、フランスの俳優（* 1971年）
- 10月14日 - マルタ・パン（Marta Pan）、ハンガリーの彫刻家（* 1923年）
- 10月14日 - パット・モス（Pat Moss）、イギリスのラリードライバー（* 1934年）
- 10月14日 - トム・トレシュ（Tom Tresh）、アメリカ合衆国のプロ野球選手（* 1937年）
- 10月14日 - バリントン・J・ベイリー、イギリスのSF作家（* 1937年）
- 10月15日 - 土方武、元住友化学工業会長・元日本たばこ産業会長（* 1915年）
- 10月15日 - 王永慶、中華民国の実業家、台湾プラスチック・グループ創業者（* 1917年）
- 10月15日 - 岡部守弘、マエストロ（* 1922年）
- 10月15日 - 大本修、元芝浦工業大学学長、日本高等学校野球連盟顧問（* 1925年）
- 10月15日 - イーディー・アダムス（Edie Adams）、アメリカ合衆国の女優（* 1927年）
- 10月15日 - クリス・ミムズ（Chris Mims）、アメリカ合衆国のプロフェッショナルアメリカンフットボール選手（* 1970年）

## （16日 - 31日）
- 10月16日 - 須加五々道、日本画家（* 1913年）
- 10月16日 - ネイザン・デイヴィス（Nathan Davis）、アメリカ合衆国の俳優（* 1917年）
- 10月16日 - 鳥居鉄也、日本極地研究振興会理事長、元南極観測隊越冬隊長、千葉大学元教授（* 1918年）
- 10月16日 - 井上俊夫、詩人（* 1922年）
- 10月16日 - 森田誠吾、小説家（* 1925年）
- 10月17日 - 沢村美佐子、洋画家（* 1923年）
- 10月17日 - レヴィ・スタッブス（Levi Stubbs）、アメリカ合衆国の歌手、フォー・トップスメンバー（* 1936年）
- 10月18日 - 中牟田喜一郎、岩田屋元会長（* 1915年）
- 10月18日 - 仲川幸男、元自由民主党参議院議員（* 1916年）
- 10月18日 - 熊崎正夫、元厚生省事務次官（* 1917年）
- 10月18日 - 浅山浩三、テレビ西日本元社長（* 1917年）
- 10月18日 - 安田義章、AV男優（* 1918年）
- 10月18日 - 謝晋、中華人民共和国電影主任（* 1923年）
- 10月18日 - デイブ・マッケンナ、アメリカ合衆国のジャズピアニスト（* 1930年）
- 10月18日 - 三神真彦、作家・映像作家（* 1932年）
- 10月18日 - ディー・ディー・ワーウィック（Dee Dee Warwick）、アメリカ合衆国のソウルミュージック歌手（* 1945年）
- 10月18日 - トールモー・ハウゲン（Tormod Haugen）、ノルウェーの児童文学作家（* 1945年）
- 10月19日 - リチャード・ブラックウェル、アメリカ合衆国のファッション評論家・元子役・元ファッションデザイナー、ミスター・ブラックウェルが選ぶ女性ワーストドレッサーおよびファビュラス・ファッション・インデペンデンツ製作者（* 1922年）
- 10月19日 - ジャンニ・ライモンディ、イタリアのテノール歌手（* 1923年）
- 10月19日 - ドリーン・ウィルバー（Doreen Wilber）、アメリカ合衆国のアーチェリー選手、1972年ミュンヘンオリンピック金メダリスト（* 1930年）
- 10月19日 - ルディ・レイ・ムーア（Rudy Ray Moore）、アメリカ合衆国のコメディアン・歌手・俳優（* 1937年）
- 10月19日 - 塩次伸二、ギタリスト（* 1951年）
- 10月20日 - シスター・エマニュエル（Sœur Emmanuelle）、ベルギー出身のフランスの修道女・慈善活動家（* 1908年）
- 10月20日 - ピエール・サンカン、フランスの作曲家（* 1916年）
- 10月20日 - 土田晃透、元明治生命保険社長（* 1921年）
- 10月20日 - 寺内良雄、全国抑留者補償協議会会長（* 1924年）
- 10月20日 - ジョー・ルーツ、元広島東洋カープ監督（* 1925年）
- 10月20日 - 米澤祥一郎、三井松島産業社長（* 1941年）
- 10月21日 - 串原義直、元日本社会党衆議院議員（* 1926年）
- 10月22日 - 本浪章市、法学者（* 1924年）
- 10月22日 - 岩﨑勇、オーボエ演奏家（* 1931年）
- 10月23日 - ジャンルイジ・ブラスキ（Gianluigi Braschi）、イタリアの映画プロデューサー（* 1943年）
- 10月24日 - 脇本平也、宗教学者、東京大学名誉教授（* 1921年）
- 10月24日 - ヘルムート・ツィルク（Helmut Zilk）、オーストリアの政治家、元ウィーン市長（* 1927年）
- 10月24日 - ミルトン・カトセラス（Milton Katselas）、ギリシャ系アメリカ合衆国の映画監督（* 1933年）
- 10月24日 - マール・サンダース（Merl Saunders）、アメリカ合衆国のミュージシャン（* 1934年）
- 10月25日 - エステル・ライナー（Estelle Reiner）、アメリカ合衆国の歌手・女優（* 1914年）
- 10月25日 - 関晴正、元日本社会党衆議院議員（* 1923年）
- 10月25日 - トニイ・ヒラーマン（Tony Hillerman）、アメリカ合衆国の推理小説家（* 1925年）
- 10月25日 - イアン・マッコール（Ian McColl）、スコットランドのサッカー指導者《元スコットランド代表監督》（* 1927年）
- 10月25日 - ジェラルド・ダミアーノ、アメリカ合衆国のポルノ映画監督（* 1928年）
- 10月25日 - 高橋義行、アシックス元社長（* 1936年）
- 10月25日 - ムスリム・マゴマエフ（Muslim Magomayev）、アゼルバイジャンの歌手（* 1942年）
- 10月25日 - ラファエル・バチスタ、アメリカ合衆国の元プロ野球選手（* 1947年）
- 10月25日 - フェデリコ・ルッツィ（Federico Luzzi）、イタリアのテニス選手（* 1980年）
- 10月26日 - 大島武、プロ野球選手（* 1922年）
- 10月26日 - 水原一、中世文学者、駒澤大学名誉教授（* 1925年）
- 10月26日 - デルマー・ワトソン（Delmar Watson）、アメリカ合衆国俳優（* 1926年）
- 10月26日 - 中村忠、会計学者、一橋大学名誉教授（* 1930年）
- 10月26日 - パブロ・モンテス（Pablo Montes）、キューバの陸上競技選手、メキシコシティオリンピック陸上4x100mリレー銀メダリスト（* 1945年）
- 10月26日 - スペシャル・デリバリー・ジョーンズ、アンティグア島出身のプロレスラー（* 1945年）
- 10月27日 - 片山貞美、歌人（* 1922年）
- 10月27日 - フランク永井、元歌手（* 1932年）
- 10月27日 - クリス・ブライアント（Chris Bryant）、イギリスの脚本家・俳優（* 1936年）
- 10月28日 - 朴成哲、朝鮮民主主義人民共和国の政治家（* 1913年）
- 10月28日 - 谷口清超、宗教家、生長の家総裁（* 1919年）
- 10月28日 - 神尾秀雄、千代田火災海上保険元社長（* 1920年）
- 10月28日 - 孔徳成、孔子の第77代子孫、元中華民国考試院院長（* 1920年）
- 10月28日 - ニコラ・バタイユ、フランスの演出家（* 1924年）
- 10月28日 - 岡部慶三、社会心理学者（* 1927年?）
- 10月29日 - 青山光二、小説家（* 1913年）
- 10月29日 - ジェラルド・アルピノ（Gerald Arpino）、アメリカ合衆国のダンサー・振付師（* 1923年）
- 10月29日 - ウィリアム・ウォートン（William Wharton）、アメリカ合衆国の小説家（* 1925年）
- 10月29日 - 水口健次、経済評論家（* 1932年）
- 10月29日 - マイク・ベーカー（Mike Baker）、アメリカ合衆国の歌手、シャドウ・ギャラリーメンバー（* 1963年）
- 10月30日 - 村井勉、朝日麦酒元社長（* 1918年）
- 10月30日 - 上田耕一郎、日本共産党中央委員会元副委員長、元参議院議員（* 1927年）
- 10月30日 - ペドロ・ポンピジョ（Pedro Pompilio）、アルゼンチン共和国のサッカークラブ【ボカ・ジュニアース】プレジデント（* 1953年）
- 10月31日 - スタッズ・ターケル（Studs Terkel）、アメリカ合衆国の作家（* 1912年）
- 10月31日 - 押立吉男、全日本学生レスリング連盟元会長（* 1930年）
- 10月31日 - ジョン・デイリー、アメリカ合衆国の映画プロデューサー（* 1937年）
- 10月31日 - 植村和志、上智大学の教授（* 1949年）